# 나요로 분지
나요로 분지(일본어: 名寄盆地/なよろぼんち)는 홋카이도 북부, 가미가와 지청 북부에 있는 분지이다.
데시오강과 겐부치강 등 강 유역에 위치해 있는 분지이다. 벼농사의 북한계 지역이지만, 냉해 피해를 입는 경우가 많다.
중심 도시는 나요로시이다.